# Kodinsk
Kodinsk è una città della Russia siberiana meridionale (Territorio di Krasnojarsk).
Sorge nella regione delle alture dell'Angara, sulle sponde del fiume Angara, 735 km a nord di Krasnojarsk. È il capoluogo del rajon Kežemskij.